# Железнодорожная линия Вильнюс — Каунас
Вильнюс — Каунас — электрифицированная железнодорожная линия протяжённостью 104 километра в центральной и юго-восточной Литве, соединяющая Вильнюс и Каунас.

## История
Весной 1859 года началось строительство Петербурго-Варшавской железной дороги, которая проходила, в том числе, и на месте сегодняшней железнодорожной линии Вильнюс — Каунас. Во время прокладывания железной дороги было построено два тоннеля — Панеряйский (ныне недействующий) и Каунасский. 15 марта 1862 года началось движение поездов.
В межвоенное время, когда Вильнюсский край находился под контролем Срединной Литвы и затем Польши, железнодорожная линия Вильно — Каунас утратила своё стратегическое значение, но в советское время её важность вновь увеличилась.
В 1975 году закончена электрификация линии, 29 декабря первый раз из Вильнюса в Каунас отправился электрический поезд. Это был электропоезд ЭР9М с номером 378, произведённый на Рижском вагоностроительном заводе. В 1979 году закончилась электрификация железнодорожных линий Науйойи-Вильня — Каунас и Лентварис — Тракай.

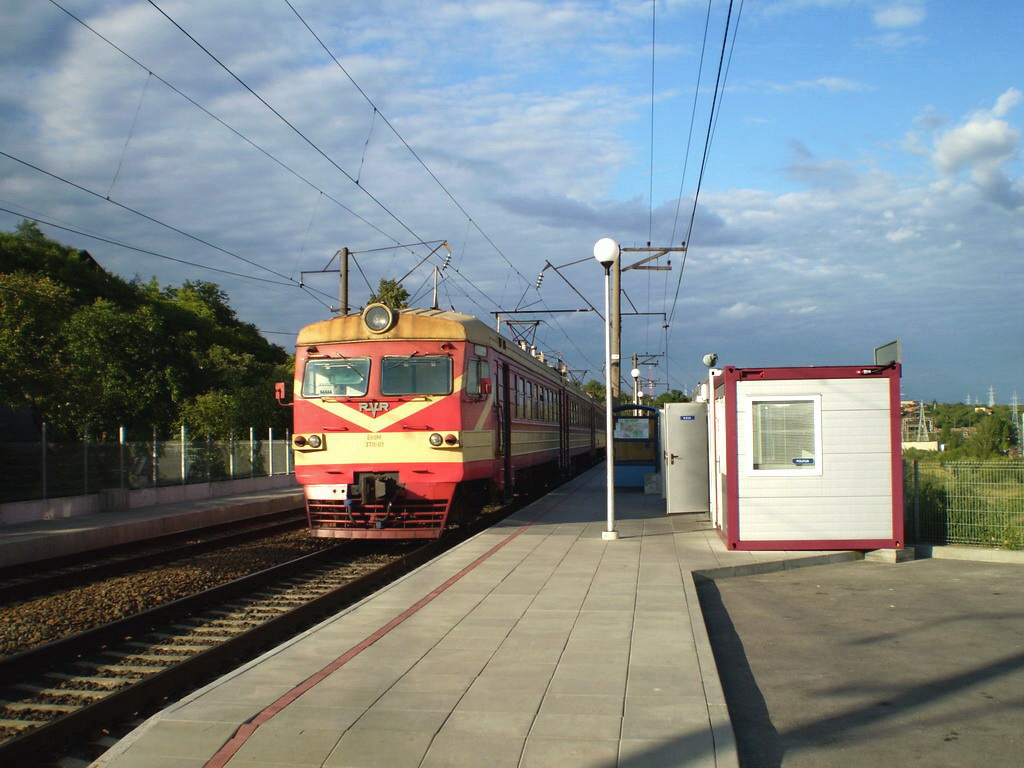
Электропоезд ЭР9М-378, совершивший первый рейс из Вильнюса в Каунас 29 декабря 1975 года

24 декабря 2008 года первый раз из Вильнюса в Каунас отправился новый чешский двухэтажный электропоезд Škoda EJ 575.

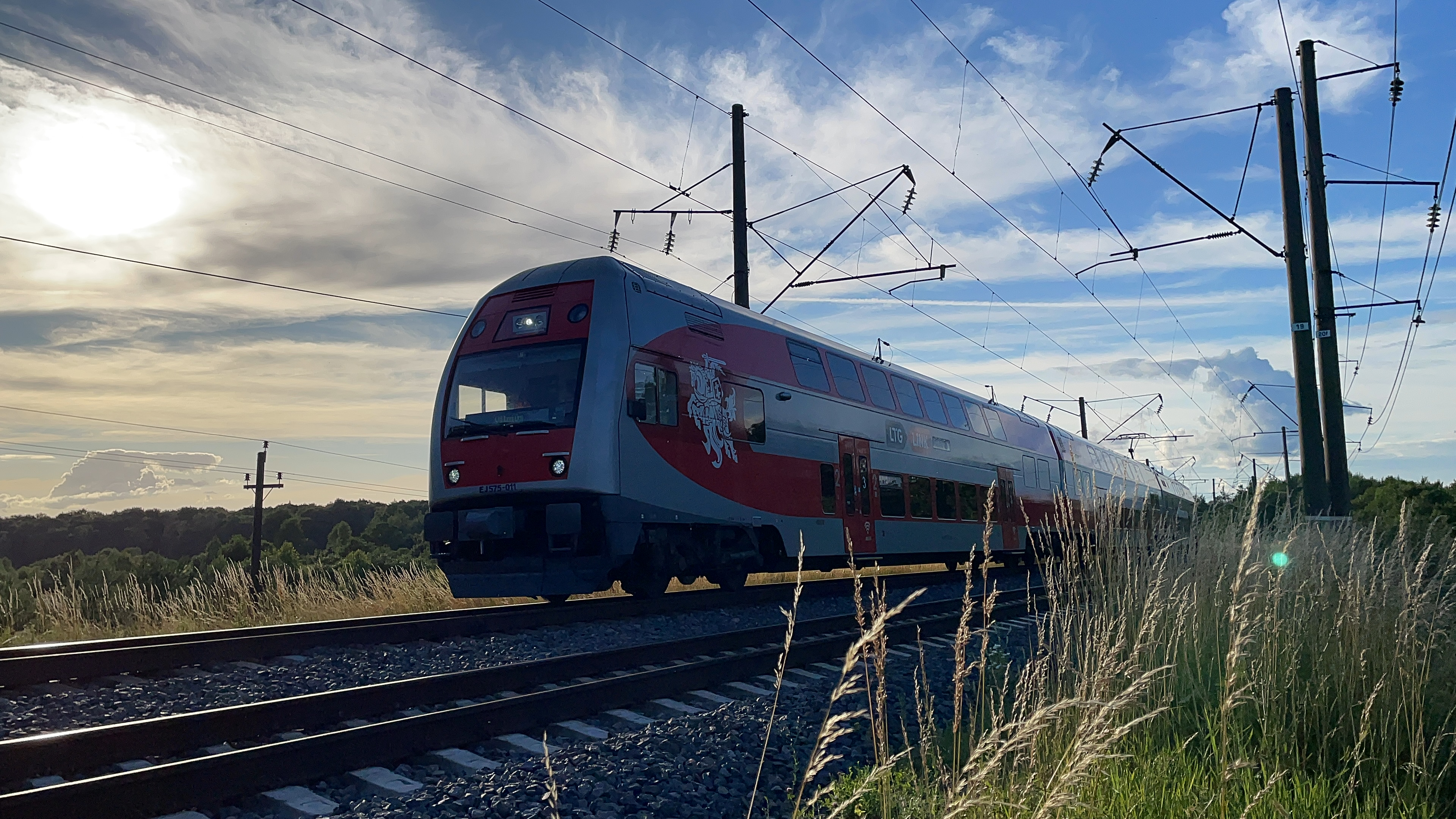
Электропоезд EJ 575

Сегодня железнодорожная линия Вильнюс — Каунас является наиболее используемой в Литве, на всём протяжении (кроме Каунасского тоннеля) ж/д линия двупутная.

## Маршрут
Маршрут железнодорожной линии Вильнюс — Каунас состоит 17 действующих станций.
Курсивом выделены ныне недействующие ж/д станции
| Название станции | Фото |
| ---------------- | ---- |
| Вильнюс          |      |
| Паняряй          |      |
| Воке             |      |
| Лентварис        |      |
| Кариётишкес      |      |
| Саусяй           |      |
| Рикантай         |      |
| Лазденай         |      |
| Балтамишкис      |      |
| Вевис            |      |
| Каугонис         |      |
| Жасляй           |      |
| Кайшядорис       |      |
| Пагиряй          |      |
| Памерис          |      |
| Правенишкес      |      |
| Карчюпис         |      |
| Палямонас        |      |
| Амаляй           |      |
| Каунас           |      |

## Инциденты
- 4 апреля 1975 года около местечка Жасляй произошла крупнейшая в истории Литвы железнодорожная катастрофа[6].